# Eucnide hypomalaca
Eucnide hypomalaca är en brännreveväxtart som beskrevs av Paul Carpenter Standley. Eucnide hypomalaca ingår i släktet Eucnide och familjen brännreveväxter. Inga underarter finns listade i Catalogue of Life.